# Der Wachsblumenstrauß (Roman)
Der Wachsblumenstrauß (Originaltitel After the Funeral) ist der 44. Kriminalroman von Agatha Christie. Er wurde zuerst in den USA bei Dodd, Mead and Company im März 1953 unter dem Titel Funerals are Fatal und im Vereinigten Königreich im Collins Crime Club am 18. Mai desselben Jahres unter seinem Originaltitel veröffentlicht. Die deutsche Erstausgabe erschien 1954 im  Scherz Verlag (Bern) mit der Übersetzung von Lola Humm-Sernau. 2004 gab der Fischer-Taschenbuchverlag (Frankfurt am Main) die bis heute verwendete Neuübersetzung von Ursula Wulfekamp heraus.
Es ermittelt Hercule Poirot in seinem 25. Roman.

## Handlung
Nach der Beerdigung (engl.: After the Funeral) des wohlhabenden Richard Abernethie versammelt sich dessen Familie mit dem Familienanwalt zur Eröffnung des Testaments in Abernethies Haus Enderby Hall. Sein Tod war zwar etwas überraschend, aber auf dem Totenschein stand eine natürliche Ursache. Plötzlich stellt seine Schwester Cora Lansquenet fest: „Aber er ist doch ermordet worden, oder nicht?“ Der Anwalt, Mr. Entwhistle, nimmt Ermittlungen auf und schnell wird klar, dass ein Mörder frei herumläuft. 
Nach der Rückkehr von der Testamentseröffnung wird Cora Lansquenet während des Schlafes durch mehrere Schläge mit einem Beil ermordet. Das Verbrechen ist kein Raubmord und ihr Erbe, das an ihre Nichte Susan Banks geht, ist auch nicht üppig, denn der Teil von Richards Erbe fällt zurück an die anderen Miterben. Das einzige Motiv könnte in einer von Coras Hausdame Miss Gilchrist belauschten Unterhaltung zwischen Cora und Richard bestehen, in der er die Vermutung äußerte, dass er vergiftet wird. 
Entwhistle ruft Poirot an, der beauftragt einen alten Freund, Mr. Goby, für ihn die Familie zu untersuchen. Er kommt zu der Erkenntnis, dass doch einige in der Familie das Erbe dringend erwarten. Er warnt aber auch, dass Miss Gilchrist Opfer eines Mordes werden könnte. 
Cora war selbst Amateurmalerin und hatte Gemälde auf den örtlichen Märkten gekauft und gesammelt. Während Susan die persönlichen Sachen von Cora durchsieht, findet sie von Cora angefertigte Kopien von Postkarten. Von dem einen Motiv erzählt Miss Gilchrist, dass Cora es in der Natur gezeichnet hätte – aber der abgebildete Pier ist seit dem Zweiten Weltkrieg zerstört. Sie lädt einen Kunstkritiker, Alexander Guthrie ein, die Bilder zu beurteilen, aber er findet nichts Aufregendes. Unmittelbar nach diesem Besuch wird Miss Gilchrist beinahe getötet – durch Arsen in einer durch die Post zugestellen Torte. 
Poirot beschäftigt sich nun intensiv mit der Familie und stellt fest, dass jeder irgendetwas zu verbergen hat. Auch Helen Abernethie scheint, nach einem Blick in den Spiegel, dem Mörder auf die Spur gekommen zu sein, als sie jedoch Entwhistle anruft, wird sie bewusstlos geschlagen. Dann ruft Poirot die Familie zusammen und gibt eine verblüffende Erklärung. Cora war niemals auf der Beerdigung gewesen. Es war Miss Gilchrist, die sich als Cora verkleidet hatte. Da die anderen Cora seit vielen Jahren nicht gesehen hatten und die falsche Cora viele Eigenheiten der echten Cora zeigte, fiel der Trick nicht auf. Und doch bemerkte Helen ein verräterisches Detail. Eine charakteristische Bewegung des Kopfes zu linken Seite, die Gilchrist vor dem Spiegel geübt hatte, führte sie jetzt falsch aus – zur rechten Seite. Poirot war außerdem aufgefallen, dass Miss Gilchrist über einen Wachsblumenstrauß redete, der zwar am Tag der Testamentseröffnung auf dem Tisch gestanden hatte, dann aber heruntergefallen war – von dem Miss Gilchrist also nichts hätte wissen können. 
Die Geschichte über die Ermordung von Richard wurde nur inszeniert, um von dem eigentlich wichtigen Mord an Cora abzulenken. Miss Gilchrist hatte nämlich unter den Bildern von Cora einen echten Vermeer erkannt, diesen mit einem Postkartenmotiv übermalt und wollte ihn durch den Mord erben.

## Personen
- Hercule Poirot, der belgische Detektiv
- Mr. Entwhistle, der Anwalt der Familie Abernethie
- Inspektor Morton, der ermittelnde Offizier
- Mr. Goby, ein privater Ermittler
- Richard Abernethie, der Besitzer von Enderby Hall, der plötzlich verstirbt
- Cora Lansquenet, Schwester und Erbin von Richard Abernethie und Amateurmalerin
- Miss Anne Gilchrist, ihre Gesellschafterin
- George Crossfield, Neffe und Erbe von Richard Abernethie, Sohn von dessen verstorbener Schwester Laura
- Rosamund Shane, Nichte und Erbin von Richard Abernethie, Tochter von dessen verstorbener Schwester Geraldine, eine Schauspielerin
- Michael Shane, ihr Ehemann, ein aufstrebender Schauspieler
- Helen Abernethie, Schwägerin und Erbin von Richard Abernethie, Frau von dessen verstorbenem Bruder Leo
- Timothy Abernethie, Bruder und Erbe von Richard Abernethie, ein Invalide
- Maude Abernethie, seine Frau
- Susan Banks, Nichte und Erbin von Richard Abernethie, Tochter von dessen verstorbenem Bruder Gordon
- Gregory Banks, ihr Ehemann, ein Chemiker
- Lanscombe, der Butler in Enderby Hall
- Janet, eine Angestellte in Enderby Hall
- Mrs. Jones, Putzfrau bei Timothy und Maude Abernethie

## Bezüge zu anderen Werken
In Kapitel 12 erinnert Poirot an Dreizehn bei Tisch als einen Fall, in dem er beinahe geschlagen worden wäre.

## Hintergrund
Der Roman trägt die Widmung: „For James, in memory of happy days at Abney.“ („Für James, in Gedenken an glückliche Tage in Abney.“) James Watts jr. war der Neffe von Agatha Christie, dem sie eng verbunden war. Abney bezeichnet Abney Hall in Cheshire, den viktorianischen Landsitz der Familie Watts, der im Leben von Agatha Christie von wichtiger Bedeutung war. So verbrachte sie nicht nur nach dem Tod ihres Vaters Zeit dort, sondern auch nach ihrem Verschwinden 1926 viel Zeit in Abney Hall, um zur Ruhe zu finden. Abney Hall wird unter verschiedenen Namen und Darstellungen immer wieder in ihren Romanen thematisiert, so auch als Enderby Hall in After the Funeral (Der Wachsblumenstrauß).

## Verfilmungen

### Der Wachsblumenstrauß (1963)
1963 entstand in der Produktion von MGM eine Verfilmung des Romans unter dem Titel Murder at the Gallop, jedoch spielt – anders als im Roman – ein Wachsblumenstrauß hier keine Rolle.
 
Die Figur des Hercule Poirot wird in dieser Verfilmung ersetzt durch Miss Marple, gespielt von Margaret Rutherford. 

### Agatha Christie’s Poirot
Am 26. März 2006 wurde die Verfilmung im Rahmen der englischen Fernsehserie Agatha Christie’s Poirot mit David Suchet als Poirot ausgestrahlt. 

## Wichtige englischsprachige und deutschsprachige Veröffentlichungen
- 1953: Dodd, Mead and Company (New York), März 1953
- 1953: Collins Crime Club (London), Mai 1953
- 1954: Deutschsprachige Erstausgabe im Scherz-Verlag (Bern) mit der Übersetzung von Lola Humm-Sernau[3]
- 2004: Deutschsprachige Neuübersetzung im Fischer-Taschenbuchverlag (Frankfurt am Main) von Ursula Wulfekamp[4]

## Hörbücher
- 2004: Der Wachsblumenstrauß (5 CDs); ungekürzte Lesung, gesprochen von Martin Maria Schwarz, Regie: Hans Eckardt, Übersetzung von Lola Humm-Sernau, Verlag und Studio für Hörbuchproduktionen, Marburg/Lahn, ISBN 978-3-89614-316-7[6]
- 2010: Der Wachsblumenstrauß (3 CDs); gekürzte Lesung, gesprochen von Oliver Kalkofe, Regie: Kai Lüftner, Übersetzung von Ursula Wulfekamp, Der Hörverlag, München, ISBN 978-3-86717-606-4